# آگاه علیا
آگاه علیا، روستایی از توابع بخش کلیائی شهرستان سنقر در استان کرمانشاه ایران است.

## جمعیت
این روستا در دهستان آگاهان قرار دارد و براساس سرشماری مرکز آمار ایران در سال ۱۳۸۵، جمعیت آن 350 نفر (۹۵خانوار) بوده‌است.
روستای آگاه علیا دارای بزرگترین مدرسه ابتدایی و راهنمایی در بین روستاهای اطراف است. رودخانه گاورود از میان این روستا عبور می کند. از خانواده های اصیل این روستا میتوان خاندان رستمی،خسروی،امجدیان نام برد.